# Pennedepie
Pennedepie est une commune française située dans le département du Calvados en région Normandie, peuplée de 317 habitants.

## Géographie

### Localisation
| Mer de la Manche                   | Mer de la Manche      | Honfleur                            |
| Cricquebœuf                        | Pennedepie            | Équemauville, Barneville-la-Bertran |
| Cricquebœuf, Saint-Gatien-des-Bois | Saint-Gatien-des-Bois | Saint-Gatien-des-Bois               |

### Hydrographie
La commune est située dans le bassin Seine-Normandie. Elle est drainée par le cours d'eau 02 de la commune de Saint-Gatien-des-Bois, le ruisseau de Barneville, le Douet Merderet, le fossé 03 de la commune de Saint-Gatien-des-Bois et le fossé 01 de la commune de Saint-Gatien-des-Bois,,.

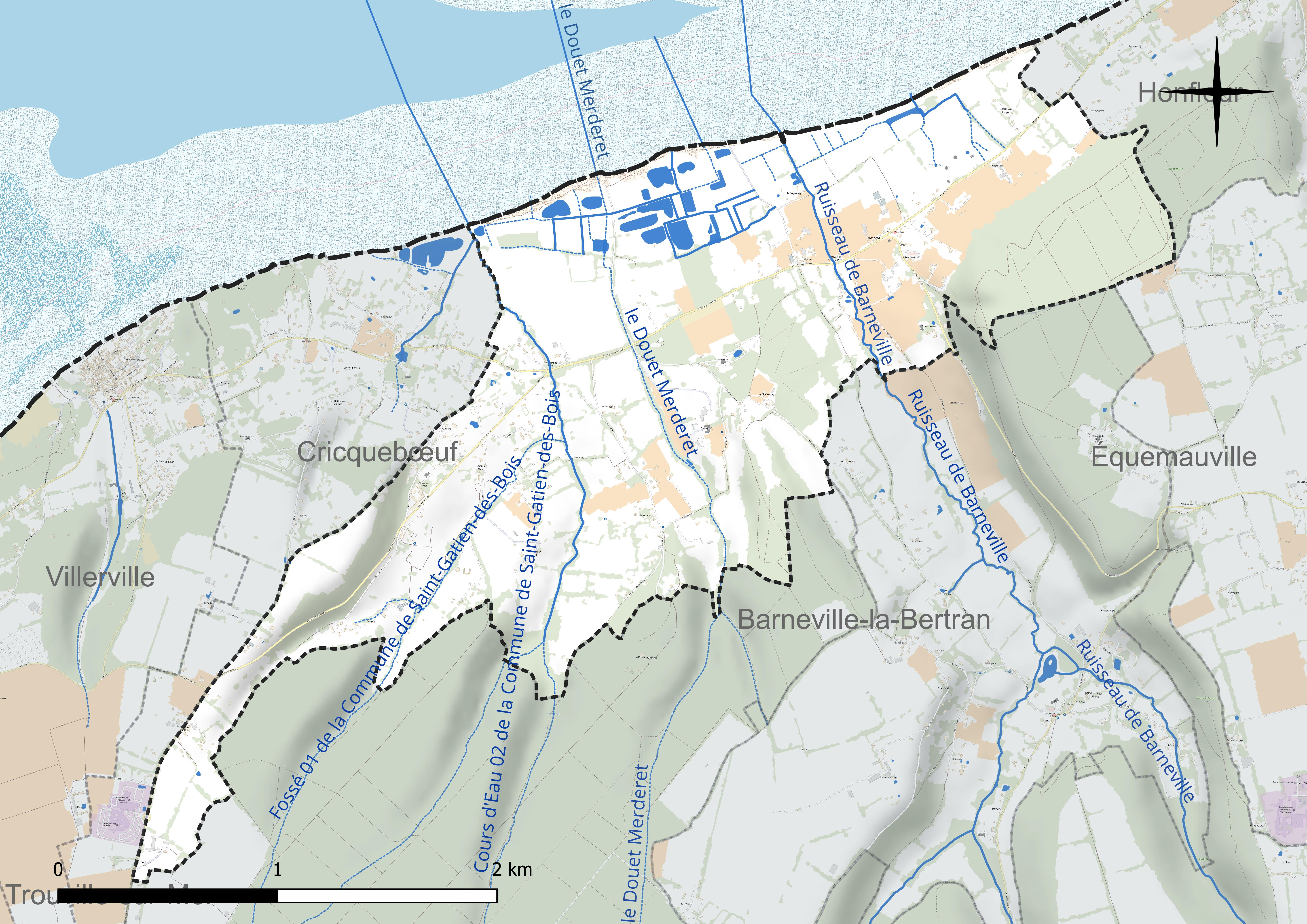
Réseau hydrographique de Pennedepie.

### Climat
Pour des articles plus généraux, voir Climat de la Normandie et Climat du Calvados.
En 2010, le climat de la commune est de type climat océanique franc, selon une étude du CNRS s'appuyant sur une série de données couvrant la période 1971-2000. En 2020, Météo-France publie une typologie des climats de la France métropolitaine dans laquelle la commune est exposée à un climat océanique et est dans la région climatique Côtes de la Manche orientale, caractérisée par un faible ensoleillement (1 550 h/an) ; forte humidité de l'air (plus de 20 h/jour avec humidité relative > 80 % en hiver), vents forts fréquents. Parallèlement le GIEC normand, un groupe régional d'experts sur le climat, différencie quant à lui, dans une étude de 2020, trois grands types de climats pour la région Normandie, nuancés à une échelle plus fine par les facteurs géographiques locaux. La commune est, selon ce zonage, exposée à un « climat contrasté des collines », correspondant au Pays d'Auge, Lieuvin et Roumois, moins directement soumis aux flux océaniques et connaissant toutefois des précipitations assez marquées en raison des reliefs collinaires qui favorisent leur formation.
Pour la période 1971-2000, la température annuelle moyenne est de 10,5 °C, avec  une amplitude thermique annuelle de 12,3 °C. Le cumul annuel moyen de précipitations est de 863 mm, avec 12,7 jours de précipitations en janvier et 7,7 jours en juillet. Pour la période 1991-2020, la température moyenne annuelle observée sur la station météorologique la plus proche, située sur la commune de Saint-Gatien-des-Bois à 7 km à vol d'oiseau, est de 11,0 °C et le cumul annuel moyen de précipitations est de 920,4 mm,. Pour l'avenir, les paramètres climatiques de la commune estimés pour 2050 selon différents scénarios d'émission de gaz à effet de serre sont consultables sur un site dédié publié par Météo-France en novembre 2022.

## Urbanisme

### Typologie
Au 1er janvier 2024, Pennedepie est catégorisée commune rurale à habitat très dispersé, selon la nouvelle grille communale de densité à 7 niveaux définie par l'Insee en 2022.
Elle appartient à l'unité urbaine de Dives-sur-Mer, une agglomération intra-départementale dont elle est une commune de la banlieue,. Par ailleurs la commune fait partie de l'aire d'attraction de Trouville-sur-Mer, dont elle est une commune de la couronne,. Cette aire, qui regroupe 35 communes, est catégorisée dans les aires de moins de 50 000 habitants,.
La commune, bordée par la baie de Seine, est également une commune littorale au sens de la loi du 3 janvier 1986, dite loi littoral. Des dispositions spécifiques d'urbanisme s'y appliquent dès lors afin de préserver les espaces naturels, les sites, les paysages et l'équilibre écologique du littoral, tel le principe d'inconstructibilité, en dehors des espaces urbanisés, sur la bande littorale des 100 mètres, ou plus si le plan local d'urbanisme le prévoit.

### Occupation des sols
L'occupation des sols de la commune, telle qu'elle ressort de la base de données européenne d'occupation biophysique des sols Corine Land Cover (CLC), est marquée par l'importance des territoires agricoles (84,7 % en 2018), une proportion identique à celle de 1990 (84,7 %). La répartition détaillée en 2018 est la suivante : 
prairies (80,3 %), forêts (14,8 %), terres arables (4,4 %), zones humides côtières (0,5 %). L'évolution de l'occupation des sols de la commune et de ses infrastructures peut être observée sur les différentes représentations cartographiques du territoire : la carte de Cassini (XVIIIe siècle), la carte d'état-major (1820-1866) et les cartes ou photos aériennes de l'IGN pour la période actuelle (1950 à aujourd'hui).

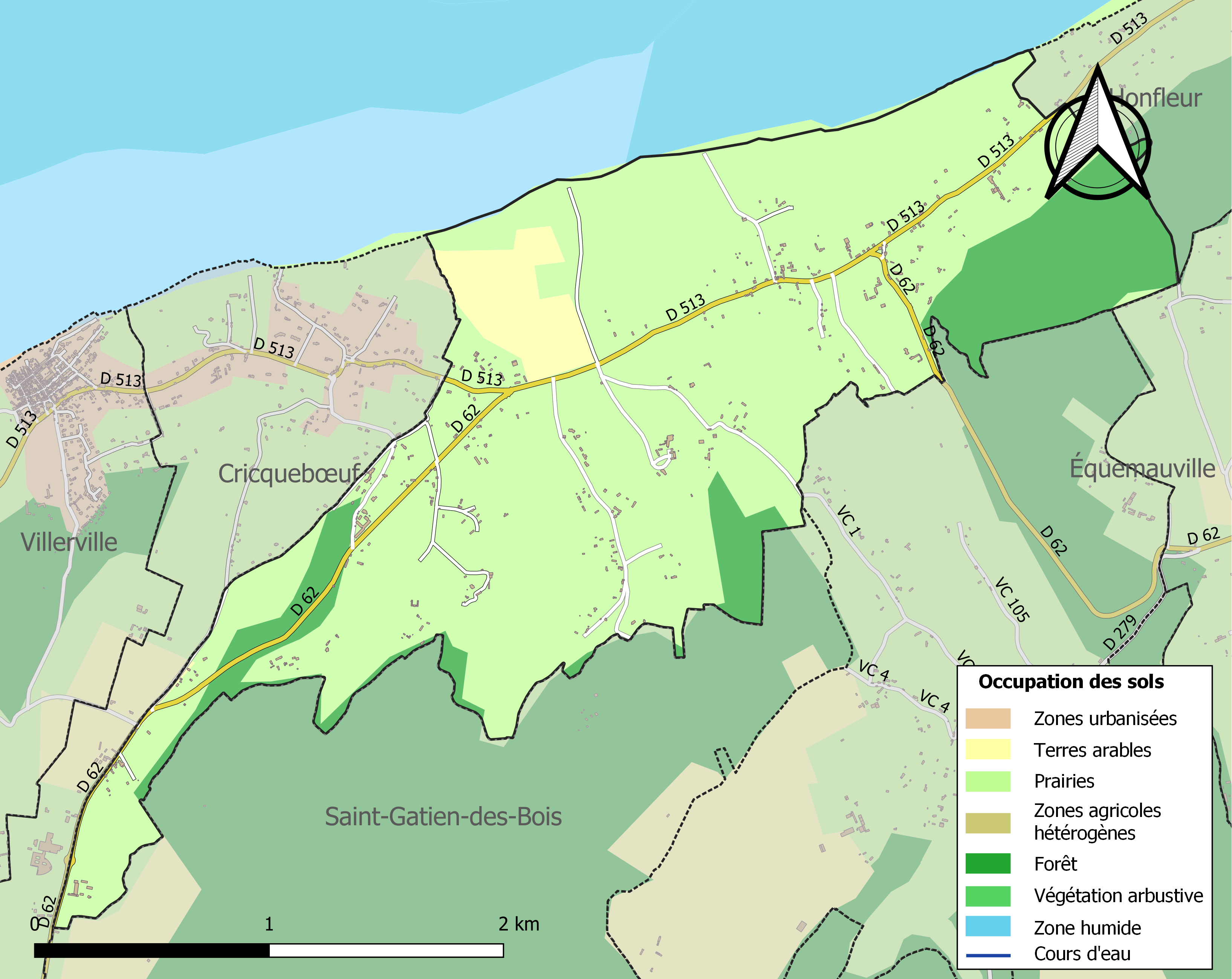
Carte des infrastructures et de l'occupation des sols de la commune en 2018 (CLC).

## Toponymie
Le nom de la localité est attesté sous les formes [ecclesiam sancti Gorgi de] Penna Pice en 1221,,; Penapisce et Pennapie au XIVe siècle (Pouillé de Lisieux, p. 40).
Son étymologie s'expliquerait par le mot penne qui signifie « solive » et du mot épi. Cela avait un rapport avec un appontement en bois utilisé pour charger ou décharger des bateaux. Le dictionnaire de Godefroy indique au mot penne « éminence, hauteur, cime, pointe, bout », ensuite « pièce de bois placée horizontalement et enchassée dans les poteaux d'une maison dont la carcasse est en bois » et enfin « plume d'oiseau ». En réalité, les formes anciennes ne renvoient aucunement à spicum « épi », mais directement à pica « pie » (l'oiseau) et l'on ne dit pas, ni n'écrit *Pennedépi, mais Pennedepie. Albert Dauzat n'a d'ailleurs pas traité la question, signe qu'il y voit un problème et René Lepelley considère l'étymologie de ce toponyme comme incertaine, bien qu'il suggère l'explication par « plume de pie » sans grande conviction.
Blosseville est le nom d'un ancien fief de chevalier, sis à Pennedepie (rôles de la vicomté d'Auge) et d'un manoir situé à cet endroit. Il s'agit d'une formation toponymique en -ville au sens de « domaine rural », précédé peut-être d'un anthroponyme et qui possède plusieurs homonymes en Normandie, dont Blosseville (Seine-Maritime), Blosseville-Bonsecours (Seine-Maritime) et Blosseville (château de) à Amfreville-la-Campagne (Eure).

## Politique et administration
| Période                                  | Période   | Identité          | Étiquette | Qualité |
| ---------------------------------------- | --------- | ----------------- | --------- | ------- |
| 1984                                     | mars 2008 | Bernard Gorgeu    | SE        |         |
| mars 2008                                | En cours  | Michèle Levillain | SE        |         |
| Les données manquantes sont à compléter. |           |                   |           |         |

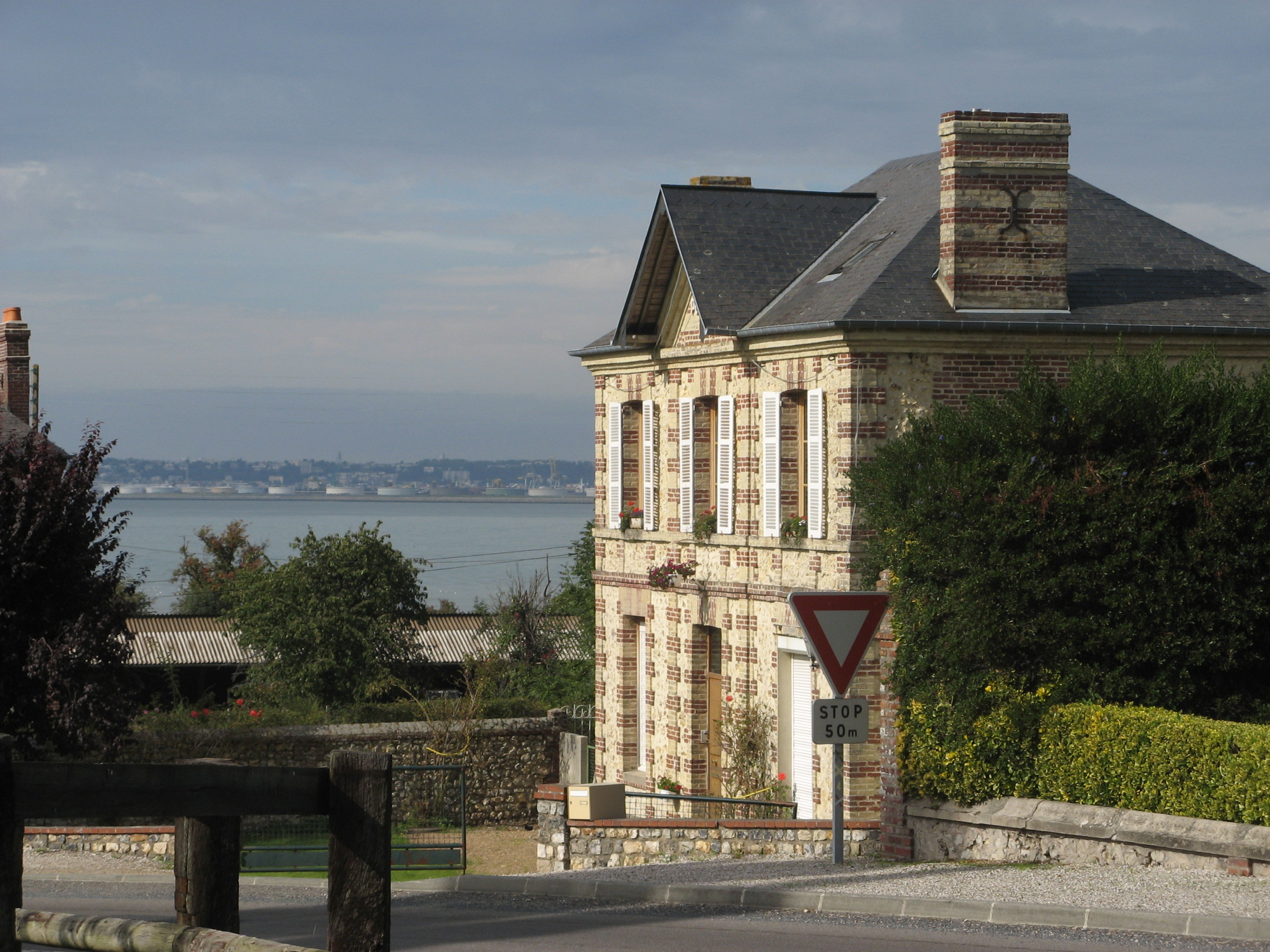
La mairie.

Le conseil municipal est composé de onze membres dont le maire et deux adjoints.

## Démographie
L'évolution du nombre d'habitants est connue à travers les recensements de la population effectués dans la commune depuis 1793. Pour les communes de moins de 10 000 habitants, une enquête de recensement portant sur toute la population est réalisée tous les cinq ans, les populations de référence des années intermédiaires étant quant à elles estimées par interpolation ou extrapolation. Pour la commune, le premier recensement exhaustif entrant dans le cadre du nouveau dispositif a été réalisé en 2004.
En 2022, la commune comptait 317 habitants, en évolution de +13,62 % par rapport à 2016 (Calvados : +1,58 %, France hors Mayotte : +2,11 %).
Au premier recensement républicain, en 1793, Pennedepie comptait 422 habitants, population jamais atteinte depuis.
| 1793 | 1800 | 1806 | 1821 | 1831 | 1836 | 1841 | 1846 | 1851 |
| ---- | ---- | ---- | ---- | ---- | ---- | ---- | ---- | ---- |
| 422  | 377  | 402  | 350  | 372  | 337  | 331  | 355  | 304  |

| 1856 | 1861 | 1866 | 1872 | 1876 | 1881 | 1886 | 1891 | 1896 |
| ---- | ---- | ---- | ---- | ---- | ---- | ---- | ---- | ---- |
| 316  | 297  | 307  | 315  | 351  | 348  | 357  | 333  | 372  |

| 1901 | 1906 | 1911 | 1921 | 1926 | 1931 | 1936 | 1946 | 1954 |
| ---- | ---- | ---- | ---- | ---- | ---- | ---- | ---- | ---- |
| 361  | 349  | 316  | 293  | 303  | 315  | 301  | 197  | 273  |

| 1962 | 1968 | 1975 | 1982 | 1990 | 1999 | 2004 | 2006 | 2009 |
| ---- | ---- | ---- | ---- | ---- | ---- | ---- | ---- | ---- |
| 271  | 259  | 227  | 250  | 234  | 310  | 317  | 316  | 324  |

| 2014 | 2019 | 2022 | - | - | - | - | - | - |
| ---- | ---- | ---- | - | - | - | - | - | - |
| 284  | 313  | 317  | - | - | - | - | - | - |

## Lieux et monuments

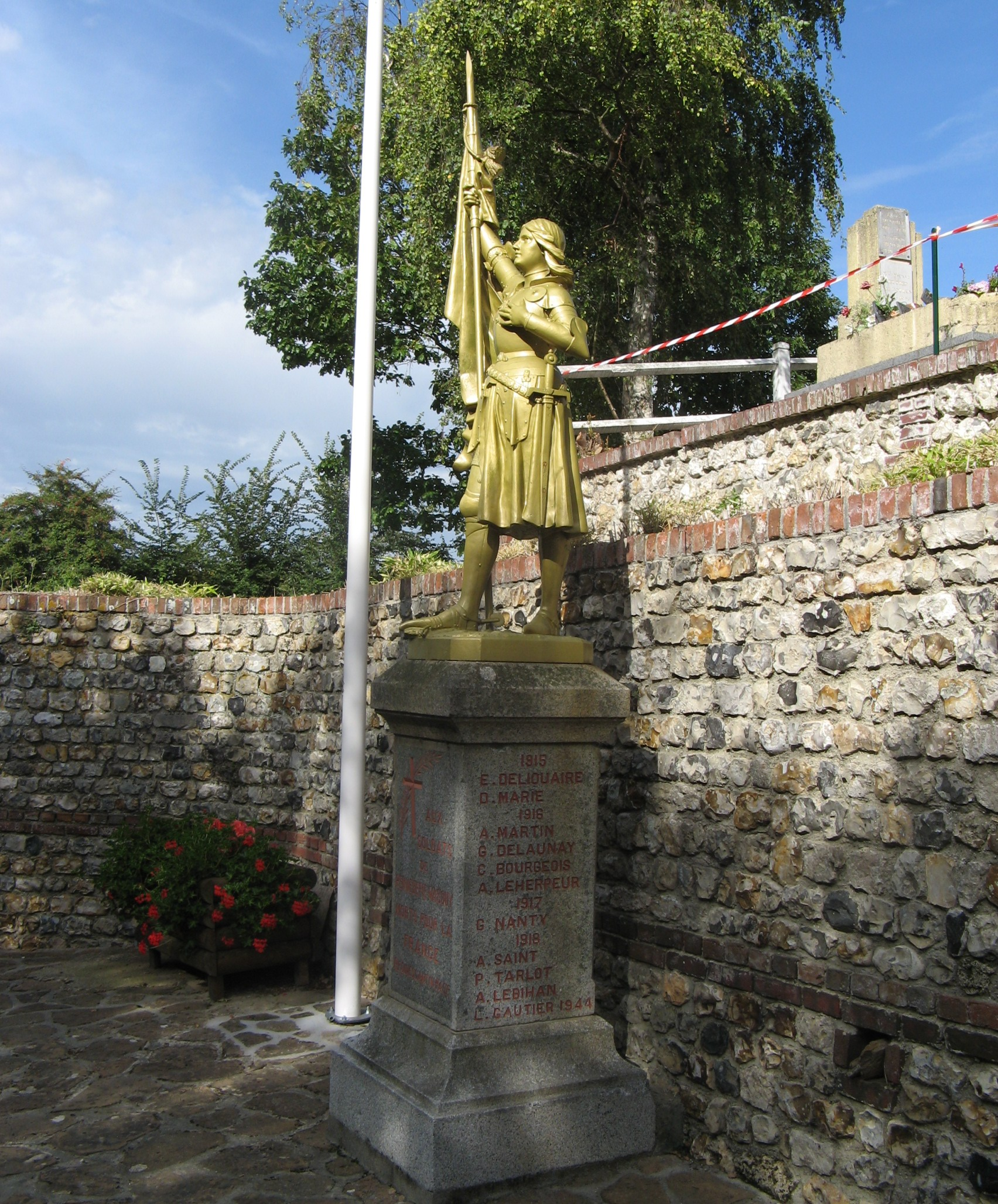
Monument aux morts (statue de Jeanne d'Arc).

- Église (XIIe siècle, très remaniée).
- Le monument aux morts.
- Le manoir d'Apreval et son jardin.
- Le manoir de Blosseville.

## Personnalités liées à la commune
- Le chanoine Bertot, curé de Pennedepie, a inspiré le personnage du roman L'abbé Constantin (1882) de Ludovic Halévy, qui fut un très grand succès de librairie[36]; il fut portraituré par la poète et aquarelliste rouennaise Jehanne Mazeline, née Heuzey (Correspondance de Gustave Flaubert et Ivan  Tourguéniev -Flammarion, 1989, note 2 sous la lettre de Flaubert du 2/01/1878 (?), p 225)
- Fernand Ledoux (1897-1993), acteur de théâtre et de cinéma, a vécu à Pennedepie.
- Jean-Pierre Granval (1923-1998), comédien fils de Charles Granval et Madeleine Renaud, est inhumé à Pennedepie.